# 박홍배
박홍배(朴弘培, 1972년 10월 9일~)는 대한민국의 정치인, 위원장이다. 제22대 국회의원이다.

## 학력
- 광안국민학교 졸업
- 대천중학교 졸업
- 배정고등학교 졸업
- 고려대학교 문과대학 한국사학 학사
- 고려대학교 경영전문대학원 financeMBA

## 경력
- 1999년: 한국주택은행 입사
- 중앙노동위원회 근로자위원
- 매일노동뉴스 이사
- 한국비정규노동센터 이사
- 금융산업공익재단 이사
- 공공상생연대기금 이사
- 한국노동사회연구소 이사
- 한국플랫폼프리랜서노동공제회 이사
- 2013년~2017년: KB국민은행 논현사거리 지점 차장
- 2020년 2월~2024년 3월: 대통령직속 경제사회노동위원회 위원 (문재인 정부)
- 2017년~2019년: 금융노조 KB국민은행 지부장
- 2019년 12월~: 전국금융산업노동조합 위원장
- 2020년 9월~2021년 4월: 더불어민주당 최고위원
- 2022년 11월~2024년 3월: 더불어민주당 전국노동위원회 위원장
- 2023년 6월~2024년 2월: 더불어민주당 노동존중TF 단장
- 2024년 4월 10일: 대한민국 제22대 국회의원 선거 당선(비례대표, 더불어민주연합, 초선)
- 2024년 5월~: 더불어민주당 을지로위원회 상임운영위원
- 2024년 5월~: 더불어민주당 노동존중실천단 운영위원
- 2024년 11월~2025년 8월: 더불어민주당 이재명 대표 경제특보단 서민경제특보
- 2024년 11월~: 더불어민주당 민생연석회의 노동사회위원회 간사
- 2024년 11월~: 더불어민주당 주식시장활성화 TF 단원
- 2024년 12월~: 더불어민주당 월급방위대 의원
- 2025년 1월~: 더불어민주당 인권위원회 부위원장
- 2025년 6월~: 더불어민주당 원내부대표
- 2025년 8월~: 더불어민주당 대외협력위원장

### 의정 활동
- 2024년 5월 30일~: 제22대 국회의원 (비례대표, 더불어민주당, 초선)[A]
  - 2024년 6월~: 제22대 국회 전반기 환경노동위원회 위원
  - 2025년 3월~: 제22대 국회 연금개혁 특별위원회 위원

## 역대 선거 결과
| 실시년도 | 선거   | 대수 | 직책     | 선거구   | 정당           | 득표수      | 득표율          | 순위         | 당락 | 비고 |
| -------- | ------ | ---- | -------- | -------- | -------------- | ----------- | --------------- | ------------ | ---- | ---- |
| 2024년   | 총선   | 22대 | 국회의원 | 비례대표 | 더불어민주연합 | 7,567,459표 | \| \| 26.69% \| | 비례대표 8번 |      | 초선 |
|          | 26.69% |      |          |          |                |             |                 |              |      |      |

## 소속 정당
| 소속 정당 | 소속 정당      | 소속 기간 | 비고      |
| --------- | -------------- | --------- | --------- |
|           | 더불어민주당   | 2020~2024 | 정계 입문 |
|           | 무소속         | 2024      | 탈당      |
|           | 더불어민주연합 | 2024      | 입당      |
|           | 더불어민주당   | 2024~현재 | 합당      |

## 같이 보기
- 대한민국 제22대 국회의원 선거 더불어민주연합 후보 목록#비례대표